# Taza de balneario

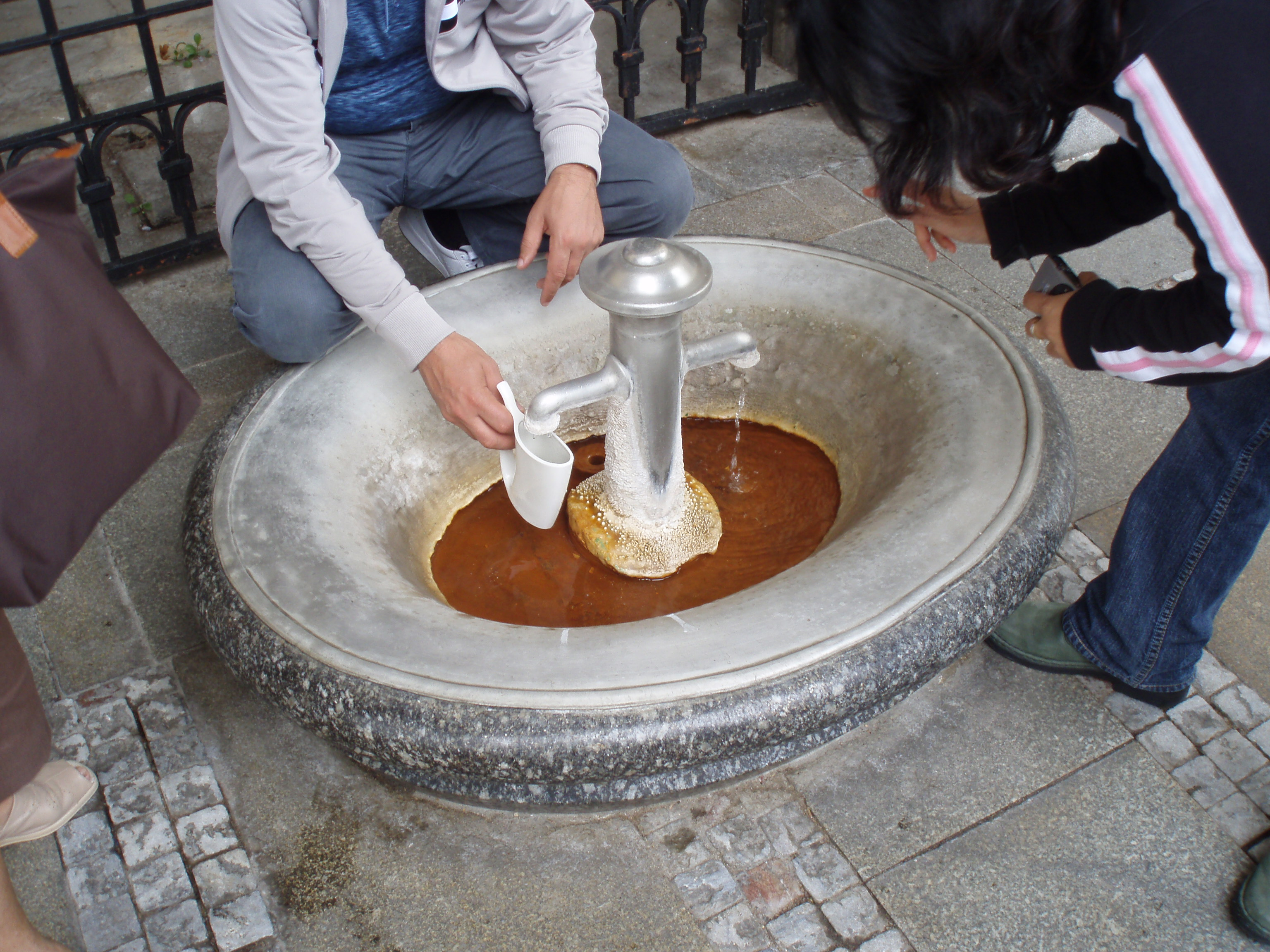
Un hombre tomando el agua de la fuente a su calecico de balneario en el estilo moderno, Fuente de la roca, Karlovy Vary, República Checa.

La taza de balneario o copa del visitante (del checo lázeňský pohárek) es un tipo especial de taza de porcelana, que se usa en los balnearios checos para tomar el agua medicinal de las fuentes existentes en estos. Este tipo especial, que posee un tronco, fue desarrollado desde el siglo XVI en el centro de lo que hoy es la Región de Karlovy Vary, cerca de balnearios como Karlovy Vary, Mariánské Lázně o Františkovy Lázně. Hoy en día se pueden encontrar en el mercado todos los tipos y variedades de los calecicos que se desarrollaron durante la historia, en diferentes colores y tamaños.

## Desarrollo
Desde el principio, la gente usaba vasitos de diferentes materiales para tomar el agua de las fuentes. En la región del noroeste de Bohemia se puede encontrar un desarrollo del vasito espacial desde el siglo XVI. De primero la gente toma el agua de los vasitos de vidrio, y con el conocimiento del material se cambia al gres, vidrio de leche y con la fundación de las primeras fábricas de porcelana en la región, surgen los primeros vasitos de este material. Lo era a finales del siglo XVIII. Con el conocimiento de la porcelana, se desarrollan también las decoraciones. Primeramente, en la mitad del siglo XVIII, son los nombres de los balnearios, después a finales de ese siglo, los motivos de los sitios, naturaleza o los pájaros y después de la Segunda Guerra Mundial se encuentra en los calecicos los motivos de ciencia o de los eventos culturales. También se desarrolla la decoración plástica y, al principio del siglo XX, se cambia la oreja al tronco. Hoy en día se producen también los calecicos de los tamaños modernos, junto con los tradicionales e históricos.
- Wikimedia Commons alberga una categoría multimedia sobre Taza de balneario.

- Datos: Q3487667
- Multimedia: Spa cups / Q3487667